# Jeremy Stephens
Jeremy Stephens (ur. 26 maja 1986 w Des Moines) – amerykański zawodnik mieszanych sztuk walki (MMA) oraz bokser walczący na gołe pięści. Aktualnie związany z amerykańską organizacją MMA - UFC.

## Życiorys
Urodził się w Des Moines, w 1986 roku. Kiedy miał osiem lat jego rodzice rozwiedli się i stale zmieniał szkoły, a jednocześnie mieszkał w różnych mieszkaniach, schroniskach, a nawet w samochodzie matki, zanim przeniósł się do Norwalk z ojcem, który otrzymał prawo opieki nad Stephensem, gdy ten był w piątej klasie. Dorastając grał w baseball, koszykówkę, a także trenował zapasy. Uczęszczał do Norwalk High School, gdzie wyróżniał się w baseballu i zapasach, powracając do ich trenowania na ostatnim roku nauki. Treningi mieszanych sztuk walki rozpoczął za namową swojego dziadka, który również namówił go do współzawodnictwa w zapasach. Rozpoczynając karierę w mieszanych sztukach walki, inspirował się Joshem Neerem, z którym później się zaprzyjaźnił.

## Kariera MMA

### Wczesna kariera
W wieku 16 lat zaczął trenować mieszane sztuki walki, jako amator w wieku 18 lat zaczął trenować w pełnym wymiarze godzin. Został mistrzem UGC i MCC wagi lekkiej.

### UFC
W swoim debiucie dla UFC został pokonany dźwignią na staw łokciowy w drugiej rundzie przez weterana, Dina Thomasa na gali UFC 71 26 maja 2007 roku.
Pierwsze zwycięstwo w amerykańskiej federacji odnotował w walce z Diego Saraivą podczas gali UFC 76 przez jednogłośną decyzję.
Swoje drugie zwycięstwo w oktagonie UFC zanotował po pokonaniu Cole’a Millera przez TKO w drugiej rundzie na UFC Fight Night 12.
W finale amerykańskiego reality show - The Ultimate Fighter 7 zmierzył się z byłym trenerem i przyjacielem, Spencerem Fisherem. Przegrał walkę przez jednogłośną decyzję.
Po porażce, w kolejnej walce zwyciężył nad posiadaczem czarnego pasa BJJ i przyszłym mistrzem UFC w wadze lekkiej, Rafaelem dos Anjosem, podczas gali UFC 91. Mimo że przegrał dwie pierwsze rundy, w trzeciej odsłonie znokautował dos Anjosa. Zwycięstwo przyniosło mu nagrodę w postaci bonusu finansowego za nokaut wieczoru.
Następnie wszedł na zastępstwo za Hermesa Francy, mierząc się przeciwko Joe Lauzonowi 7 lutego 2009 roku na UFC Fight Night 17. Przegrał walkę przez poddanie pod koniec drugiej rundy.
1 kwietnia 2009 roku na UFC Fight Night: Condit vs Kampmann, został pokonany przez Gleisona Tibau i przegrał swoją drugą walkę z rzędu przez jednogłośną decyzję.
Stephens miał powrócić do oktagonu 16 września 2009 roku, gdzie podczas UFC Fight Night: Diaz vs. Guillard miał zmierzyć się przeciwko debiutującemu w organizacji, Ronnysowi Torresie, jednak Torres doznał kontuzji podczas treningu i został zastąpiony przez Justina Buchholza. Po kilku mocnych ciosach ze strony Stephensa i rozcięciu głębokiej rany na czole Buchholza, lekarz był zmuszony do przerwania walki w połowie pierwszej rundy. Zwycięstwo przez techniczny nokaut przyniosło mu nagrodę za nokaut wieczoru.
Oczekiwano, że Stephens zmierzy się z Nikiem Lentzem 11 stycznia 2010 roku podczas UFC Fight Night 20, jednak Stephens doznał kontuzji i został zmuszony do wycofania się z walki.
8 maja 2010 na gali UFC 113 pokonał Sama Stouta przez niejednogłośną decyzję. To zwycięstwo przyniosło mu nagrodę za walkę wieczoru.
Stephens przegrał z Melvinem Guillardem 25 września 2010 roku na gali UFC 119 przez niejednogłośną decyzję.
1 stycznia 2011 roku na UFC 125 zmierzył się z Marcusem Davisem. Po prawdopodobnych przegranych dwóch pierwszych rundach Stephens wyszedł bardziej agresywnie w trzeciej rundzie i złapał Davisa w kontrę, w wyniku czego wygrał przez KO. Po zwycięstwie otrzymał bonus za nokaut wieczoru
Oczekiwano, że stoczy walkę z Jonathanem Brookinsem 4 czerwca 2011 roku podczas finału The Ultimate Fighter 13, jednak Brookins został zmuszony do walki z kontuzją i zastąpiony przez Danny’ego Downesa. Stephens pokonał Downesa przez jednogłośną decyzję po zdominowaniu wszystkich trzech rund.
Na gali UFC 136 Jeremy przegrał przez niejednogłośną decyzję (29-28, 28-29, 29-28) z Anthonym Pettisem 8 października 2011 roku.
15 maja 2012 roku na gali UFC on Fuel TV: Korean Zombie vs. Poirier zastąpił kontuzjowanego Yvesa Edwardsa przeciwko Donaldowi Cerrone. Przegrał walkę przez jednogłośną decyzję.
Oczekiwano, że Stephens zmierzy się z Yvesem Edwardsem 5 października 2012 roku na UFC on FX 5, jednak walka została odwołana z powodu aresztowania Stephensa w dniu wydarzenia pod zarzutem napadu, który sięga 2011 roku. Walka ostatecznie odbyła się 8 grudnia 2012 roku na UFC on Fox 5. Edwards wygrał przez nokaut w pierwszej rundzie, będąc pierwszym zawodnikiem, który pokonał Stephensa przez nokaut.
W wadze piórkowej zadebiutował przeciwko debiutantowi Estevanowi Payanowi 25 maja 2013 roku na UFC 160. Krwawą walkę wygrał jednogłośną decyzją.
Oczekiwano, że Stephens zmierzy się z Ronym Jasonem 9 października 2013 roku podczas UFC Fight Night 29, natomiast Jason wycofał się z walki powołując się na kontuzję (przepuklinę lędźwiową). Walka ostatecznie miała miejsce 9 listopada 2013 roku podczas UFC Fight Night 32 i wygrał ją Jerem przez nokaut na początku pierwszej rundy.
25 stycznia 2014 roku na UFC on Fox 10 Stephens zmierzył się z Darrenem Elkinsem. Wygrał walkę jednogłośną decyzją.
Kolejną walkę przegrał walkę z Cubem Swansonem przez jednogłośną decyzję 28 czerwca 2014 roku podczas UFC Fight Night 44. Pomimo tego otrzymał nagrodę za walkę wieczoru.
Następnie zmierzył się z Charlesem Oliveirą 12 grudnia 2014 roku podczas finału The Ultimate Fighter 20. Przegrał walkę jednogłośną decyzją.
Stephens zmierzył się z Dennisem Bermudezem 11 lipca 2015 na UFC 189. Wygrał walkę przez TKO dzięki latającemu kolanu i ciosom po wyrównanych dwóch pierwszych rundach.
12 grudnia 2015 na UFC 194 przegrał z Maxem Holloway przez jednogłośną decyzję.
Kolejny pojedynek stoczył z byłym mistrzem UFC wagi koguciej Renanem Barão 29 maja 2016 roku, na UFC Fight Night 88. Zaciętą walką odnotował zwycięstwo jednogłośną decyzją. Obaj uczestnicy otrzymali za swój występ bonus za walkę wieczoru.
12 listopada 2016 roku na UFC 205 zmierzył się z byłym mistrzem wagi lekkiej UFC Frankie Edgarem. Walkę przegrał przez jednogłośną decyzję.
Stephens zmierzył się z Renato Moicano 15 kwietnia 2017 na UFC on Fox 24. Walkę przegrał przez niejednogłośną decyzję.
Na UFC 215 9 września 2017 roku wygrał z Gilbertem Melendezem przez jednogłośną decyzję. Obaj uczestnicy otrzymali za swój występ bonus za walkę wieczoru.
Podczas UFC Fight Night: Stephens vs. Choi. zmierzył się z Doo Ho Choi 14 stycznia 2018 roku. Zwyciężył walkę przez TKO w drugiej rundzie. Obaj uczestnicy zostali nagrodzeni bonusem za walkę wieczoru.
Później znokautował Josha Emmetta przez nokaut w 2 rundzie 24 lutego 2018 roku na UFC on Fox 28. Widowiskowe zwycięstwo przyniosło mu bonus za występ wieczoru.
Następnie Stephens zmierzył się z byłym mistrzem wagi piórkowej WEC i dwukrotnym mistrzem wagi piórkowej UFC, Josém Aldo, 28 lipca 2018 roku na gali UFC on Fox: Alvarez vs. Poirier 2. Przegrał walkę przez TKO w pierwszej rundzie.
Kolejną porażkę odnotował w następnej walce z Zabitem Magomiedszaripowem 2 marca 2019 roku na UFC 235. Przegrał przez jednogłośną decyzję sędziów.
21 września 2019 roku skrzyżował rękawice z Yairem Rodríguezem w głównym walce UFC on ESPN+ 17. Walka została uznana za nieodbytą. Zaledwie 15 sekund po rozpoczęciu pierwszej rundy Rodríguez przypadkowo uderzył Stephensa w lewe oko, uniemożliwiając Stephensowi kontynuowanie walki.
3 porażkę z rządu odnotował w rewanżu z Rodríguezem 18 października 2019 roku na UFC on ESPN 6. Przegrał walkę jednogłośną decyzją. Otrzymał bonus za walkę wieczoru.
Jego walka z Calvinem Kattarem została zaplanowana na 18 kwietnia 2020 roku na UFC 249, ale 9 kwietnia Dana White, prezydent UFC, ogłosił, że to wydarzenie zostało przełożone, a walka ostatecznie odbyła się 9 maja 2020 roku. Podczas ważenia ważył ok. 2 kg ponad limit wagi piórkowej. W rezultacie został ukarany grzywną w wysokości 20% swojej gaży. Pomimo dobrego początku w pierwszej rundzie, przegrał walkę przez techniczny nokaut w kolejnej, drugiej rundzie.
7 listopada 2020 roku na UFC na ESPN: Santos vs. Teixeira miał zawalczyć z Arnoldem Allenem, ale zmuszony do wycofania się z imprezy, powołując się na kontuzję.
Oczekiwano, że powróci do dywizji lekkiej, aby zmierzyć się z Drakkarem Klose na UFC on ESPN 22. W dniu imprezy ogłoszono, że walka została wycofana, ponieważ Klose doznał kontuzji kręgosłupa w wyniku popchnięcia przez Stephensa podczas ważenia.
17 lipca 2021 na UFC na ESPN: Machachev vs. Moisés doszło do jego walki z Mateuszem Gamrotem. W nieco ponad minutę Polak poddał go kimurą w 1 rundzie.
Pod koniec stycznia 2022 roku ogłoszono, że po prawie 15-latach i 33 stoczonych walkach w UFC, kontrakt Stephensa nie został przedłużony po jego ostatniej przegranej walce.

### PFL
Po tym jak nie został ponownie zakontraktowany przez UFC, podpisał kontrakt z Professional Fighters League. W debiucie dla nowego pracodawcy Stephens zmierzył się z Clayem Collardem 23 kwietnia 2022 na gali PFL 1: 2022 Regular Season. Po zaciętym pojedynku Stephens przegrał jednogłośną decyzją sędziów.
W drugiej walce dla PFL zmierzył się z Mylesem Price’em 17 czerwca 2022 na gali PFL 4: 2022 Regular Season. Stephens zwyciężył pojedynek po niejednogłośnej decyzji sędziowskiej (29-28, 28-29, 29-28).
W ostatniej walce dla PFL zmierzył się z Natanem Schulte'em 25 listopada 2022 na wydarzeniu PFL 10: 2022 Regular Season. W drugiej rundzie został poddany przez Brazylijczyka duszeniem trójkątnym rękoma.

### GFL
11 grudnia 2024 ogłoszono, że Stephens podpisał kontrakt z nowo powstałą organizacją Global Fight League.

### Powrót do UFC
Pomimo podpisania kontraktu z GFL, ogłoszono, że Stephens powróci do UFC w walce z byłym mistrzem wagi lekkiej i półśredniej Cage Warriors, Masonem Jonesem 3 maja 2025 na gali UFC Fight Night 256 w swoim rodzinnym mieście (Des Moines). Przegrał przez jednogłośną decyzję sędziowską. 

## Życie prywatne
Jest z pochodzenia Meksykaninem. Ma dwie córki i jest bliskim przyjacielem byłego zawodnika UFC, Antona Kuivanena.
5 października 2012 roku, kiedy to miał walczyć na gali UFC on FX: Browne vs. Bigfoot, został aresztowany w Minneapolis przez policję z tego miasta. Oskarżono go o napaść i włamanie, wynikające z incydentu, który miał miejsce w Des Moines w 2011 roku. Stephens został następnie poddany ekstradycji do więzienia w Des Moines, gdzie przebywał przez 15 dni, po czym został zwolniony. Większość zarzutów została jednak ostatecznie oddalona, a Jeremy przyznał się do winy za jedno wykroczenie, jakim jest zakłócanie porządku publicznego.

## Osiągnięcia

### Mieszane sztuki walki
- Remis (z Andersonem Silvą) za drugie miejsce w historii UFC pod względem liczby obaleń (18)[59]
  - MMAJunkie.com
    - 2014 June Fight of the Month vs. Cub Swanson
    - 2019 October Fight of the Month vs. Yair Rodríguez